# 553

## Decese
- 11 octombrie: Firmin de Uzès  (n. 480)